# Music City Bowl 2024
Match précédent Match suivant
Le Music City Bowl 2024 est un match de football américain de niveau universitaire joué après la saison régulière de 2024, le 20 décembre 2024 au  Nissan Stadiumsitué à Nashville dans l'État du Tennessee aux États-Unis. 
Il s'agit de la e du Music City Bowl.
Le match met en présence l'équipe des Hawkeyes de l'Iowa issue de la Big Ten Conference (B10) et l'équipe des Tigers du Missouri issue de la Southeastern Conference (SEC).
Il débute vers 13 h 30 locales (20 h 30 en France) et est retransmis à la télévision par ESPN.
Sponsorisé par la société TransPerfect (en), le match est officiellement dénommé le 2024 TransPerfect Music City Bowl. 
Missouri remporte le match sur le score de 27 à 24.

## Présentation du match
Il s'agit de la 13e rencontre entre les deux équipes, dont 12 jouées avant 1911 et 5 jouées avant 1900. La seule rencontre jouée de l'ère moderne s'est déroulée le 28 décembre 2010 à l'occasion de l'Insight Bowl (victoire 27 à 24 d'Iowa). Elles auraient également du se rencontrer lors du Music Bowl 2020 mais ce atch fut annulé à la suite de la pandémie de Covid-19 ayant frappé l'équipe de Missouri.
| Équipes                                                                                             | Logos | Couleurs | Conférences | Entraîneurs                      | Stats. saison rég. | Classements avant le bowl | Classements avant le bowl | Classements avant le bowl |
| --------------------------------------------------------------------------------------------------- | ----- | -------- | ----------- | -------------------------------- | ------------------ | ------------------------- | ------------------------- | ------------------------- |
| Équipes                                                                                             | Logos | Couleurs | Conférences | Entraîneurs                      | Stats. saison rég. | CFP                       | AP                        | Coaches                   |
| Hawkeyes de l'Iowa                                                                                  |       |          | B10         | Kirk Ferentz (en) (26e saison)   | 8 - 4              | NC                        | NC                        | NC                        |
| Tigers du Missouri                                                                                  |       |          | SEC         | Eliah Drinkwitz (en) (5e saison) | 9 - 3              | no 19                     | no 23                     | no 20                     |
| - Arbitre : Michael Roche (ACC) - Équipe donnée favorite par les bookmakers : Missouri par 1½ point |       |          |             |                                  |                    |                           |                           |                           |

### Hawkeyes de l'Iowa
Iowa termine la saison régulière avec un bilan de 8 victoires et 4 défaites (6-3 en matchs de conférence). Les Hawkeyes n'ont rencontré qu'une seule équipe classée dans le Top 25 de l'AP, #3 Ohio State (défaite 7-35).
Ils terminent la saison régulière classés 5e de la Big Ten Conference, à égalité avec #20 Illinois.
À l'issue de la saison 2024 (bowl non compris), ils n'apparaissent pas dans les classements CFP, AP et Coaches.
Le running back Kaleb Johnson (en) (moyenne de 128 yards à la course par match pour un total de 1 537 yards et 21 touchdowns) a annoncé en décembre qu'il se présentera à la prochaine draft de la NFL et qu'il a ainsi décidé de faire l'impasse sur le bowl. Kamari Moulton sera donc titulaire à ce poste avec une moyenne de 5,4 yards par course et un total de 377 yards et 2 TDs sur la saison.
Il s'agit de leur 2e participation au Music City Bowl et le 37e bowl de leur histoire :
| Saison | Date             | Vainqueur | Score  | Adversaire | Bilan   |
| ------ | ---------------- | --------- | ------ | ---------- | ------- |
| 2022   | 31 décembre 2022 | Iowa      | 21 - 0 | Kentucky   | V : 1-0 |

### Tigers du Missouri
Missouri termine la saison régulière avec un bilan de 9 victoires et 3 défaites (5-3 en matchs de conférence).
Les Tigers on rencontré 4 équipes classées au Top 25 de l'AP dont 1 victoire contre #24 Boston College (27-21) et 3 défaites, contre #25 Texas A&M (10)41, #15 Alabama (0-34) et #21 South Carolina (30-34). 
Ils terminent la saison régulière classés 4e de la Southeastern Conference à égalité avec Alabama, Ole Miss et South Carolina.
À l'issue de la saison 2024 (bowl non compris), ils sont désignés no 19 au classement CFP et AP, no 23 au classement AP et no 20 au classement Coaches.
Ce bowl est le 4e consécutif du QB Brady Cook (en), ce qui constitue un record de l'équipe. Sa cible favorite est absente, le WR Luther Burden III (en) ayant déclaré ne pas jouer pour se présenter à la prochaine draft de la NFL. Le defensive end Johnny Walker Jr. (en) joue également son 4e bowl consécutif.
Il s'agit de leur première participation au Music City Bowl et le 37e bowl de leur histoire.